# سازمان سپتامبر سیاه
سپتامبر سیاه (به عربی: منظمة أيلول الأسود) سازمان فلسطینی بود که اعضای آن خود را طرف‌دار گروه فتح (به رهبری یاسر عرفات) معرفی می‌کردند.
در جریان بازی‌های المپیک سال ۱۹۷۲ در مونیخ، اعضای این گروه با حمله شبانه به خوابگاه دهکده المپیک مونیخ، ورزشکاران تیم ملی اسرائیل را به گروگان گرفتند.
سرانجام در جریان درگیری مهاجمان با پلیس آلمان هشت گروگان ورزشکار اسرائیلی به همراه یک افسر پلیس آلمان غربی  کشته شدند. 

## پیش زمینه

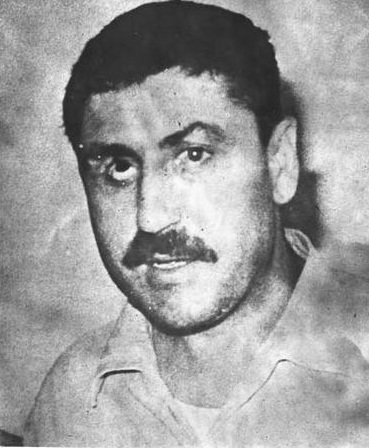
ابو علی ایاد

نام این گروه از درگیری سپتامبر سیاه گرفته شده است که در ۱۶ سپتامبر ۱۹۷۰ آغاز شد، زمانی که ملک حسین پادشاه اردن در واکنش به تلاش فدائیان برای تصرف پادشاهی او حکومت نظامی اعلام کرد که منجر به مرگ و اخراج هزاران رزمنده فلسطینی از اردن شد. 
سازمان سپتامبر سیاه به عنوان یک هسته کوچک از مردان فتح که مصمم به انتقام از ملک حسین و نیروهای مسلح اردن بودند، آغاز به کار کرد. افرادی از جبهه مردمی برای آزادی فلسطین، الصاعقه و سایر گروه‌ها نیز به آن پیوستند. 
در ابتدا، بیشتر اعض ای آن مخالفانی در درون فتح بودند که به ابو علی ایاد نزدیک بودند. ایاد فرمانده نیروهای فتح در شمال اردن بود، که پس از خروج رهبری جبهه مردمی برای آزادی فلسطین به جنگ با ارتش اردن ادامه داد. او در ۲۳ ژوئیه ۱۹۷۱ توسط نیروهای اردنی کشته شد که ادعا می‌شود از طریق اعدام بوده است. آنها ادعا کردند که نخست وزیر اردن در آن زمان، وصفی تل، شخصاً مسئول شکنجه و مرگ او بوده است.

## ساختار سازمان
در میان مورخان، روزنامه‌نگاران و منابع اولیه درباره ماهیت سازمان سپتامبر سیاه و میزان کنترل فتح، جناح سازمان آزادی‌بخش فلسطین (ساف) که در آن زمان تحت کنترل یاسر عرفات بود، بر آن اختلاف نظر وجود دارد.
صلاح خلف (ابو ایاد)، رئیس امنیت عرفات و یکی از اعضای بنیان‌گذار فتح، در کتاب خود به نام «بدون وطن (Stateless)» نوشت: «سپتامبر سیاه یک سازمان تروریستی نبود، بلکه یک واحد کمکی جنبش مقاومت بود، در زمانی که جنبش قادر به تحقق کامل پتانسیل نظامی و سیاسی خود نبود. اعضای سازمان همیشه هرگونه ارتباط بین سازمان خود و فتح یا ساف را انکار می‌کردند».
انکاری که در ادعای ابو ایاد توصیف شده، متقابل بود: طبق مقاله‌ای در سال ۱۹۷۲ در روزنامه اردنی «الدستور»، محمد داود عوده، معروف به ابو داود، یکی از عوامل سازمان سپتامبر سیاه و عضو ارشد سابق ساف، به پلیس اردن گفت: «سازمانی به نام سپتامبر سیاه وجود ندارد. فتح عملیات خود را تحت این نام اعلام می‌کند تا فتح به عنوان مجری مستقیم عملیات ظاهر نشود». سندی که در مارس ۱۹۷۳ توسط وزارت امور خارجه آمریکا منتشر شد و در سال ۱۹۸۱ افشا گردید، به نظر می‌رسید تأیید می‌کند که فتح سازمان مادر سپتامبر سیاه بوده است.
به گفته جان کی. کولی، روزنامه‌نگار آمریکایی، سازمان سپتامبر سیاه نشان‌دهنده «گسست کامل با روش‌های عملیاتی و سازمانی قدیمی فدائیان بود. اعضای آن در سلول‌های کاملاً مخفی متشکل از چهار یا بیشتر مرد و زن فعالیت می‌کردند. اعضای هر سلول عمداً از سلول‌های دیگر بی‌اطلاع نگه داشته می‌شدند. رهبری از خارج توسط واسطه‌ها و 'قطع‌کننده‌ها' اعمال می‌شد»، هرچند رهبری متمرکزی وجود نداشت. کولی می‌نویسد که بسیاری از سلول‌ها در اروپا و سراسر جهان متشکل از فلسطینی‌ها و سایر اعراب بودند که سال‌ها به عنوان دانشجو، معلم، تاجر و دیپلمات در کشورهای محل اقامت خود زندگی کرده بودند. این سازمان بدون رهبری مرکزی فعالیت می‌کرد و یک «هدایت حقیقی جمعی» بود. ساختار سلولی و فلسفه عملیاتی نیاز-به-دانستن، از عوامل محافظت می‌کرد و اطمینان می‌داد که دستگیری یا نظارت بر یک سلول بر دیگران تأثیر نمی‌گذارد. این ساختار امکان انکار منطقی را برای رهبری فتح فراهم می‌کرد که مراقب بود خود را از عملیات سازمان سپتامبر سیاه دور نگه دارد.
به گفته بنی موریس، مورخ، فتح به سپتامبر سیاه نیاز داشت. او می‌نویسد که «مشکل انسجام داخلی ساف یا فتح وجود داشت، با افراطیون که مدام خواستار نظامی‌گری بیشتر بودند. ظاهراً میانه‌روها برای بقا با ایجاد سپتامبر سیاه موافقت کردند». موریس می‌نویسد که در نتیجه فشار شبه‌نظامیان، کنگره فتح در دمشق در اوت-سپتامبر ۱۹۷۱ با تأسیس سپتامبر سیاه موافقت کرد. سازمان جدید بر اساس دستگاه اطلاعاتی و امنیتی ویژه موجود فتح و دفاتر و نمایندگان ساف در پایتخت‌های مختلف اروپایی بنا شد و از همان ابتدا، همکاری بین سپتامبر سیاه و جبهه مردمی برای آزادی فلسطین برای آزادی فلسطین وجود داشت.
ساف در سپتامبر ۱۹۷۳، در سالگرد تأسیس سپتامبر سیاه، این سازمان را منحل کرد. به گفته موریس، این تصمیم بر اساس «محاسبه سیاسی که دیگر خیری از تروریسم در خارج از کشور حاصل نمی‌شود» گرفته شد. در سال ۱۹۷۴، عرفات به ساف دستور داد تا از اقدامهای خشونت‌آمیز خارج از کرانه باختری، نوار غزه و اسرائیل دست بکشد.

## کشتار المپیک مونیخ
کشتار مونیخ یک حمله تروریستی در جریان بازی‌های المپیک تابستانی ۱۹۷۲ در مونیخ، آلمان غربی بود که توسط هشت عضو سازمان شبه‌نظامی فلسطینی سپتامبر سیاه انجام شد. این شبه‌نظامیان به دهکده المپیک نفوذ کردند، دو عضو تیم المپیک اسرائیل را کشتند و نه نفر دیگر را به گروگان گرفتند.
نئونازی‌های آلمان غربی کمک‌های لجستیکی به این گروه ارائه دادند. کمی پس از گروگان‌گیری، لطیف عفیف، فرمانده و مذاکره‌کننده سپتامبر سیاه، خواستار آزادی تعداد قابل توجهی از زندانیان فلسطینی و غیر عرب محبوس در اسرائیل شد، همچنین خواستار آزادی بنیانگذاران فراکسیون ارتش سرخ که در آلمان غربی زندانی بودند، یعنی آندریاس بادر و اولریکه ماینهوف، گردید. این فهرست شامل ۳۲۸ بازداشتی بود.
در جریان عملیات ناموفق پلیس آلمان برای آزادسازی ورزشکاران اسرائیلی، تمام ۱۱ ورزشکار اسرائیلی و یک افسر پلیس آلمانی کشته شدند. پنج نفر از هشت نفر گروگان‌گیران فلسطینی نیز توسط پلیس مونیخ کشته شدند و سه نفر دیگر دستگیر شدند اما چند هفته بعد در جریان ربوده شدن هواپیمای خطوط هوایی لوفت‌هانزا توسط دیگر فلسطینی‌ها از زندان آلمان آزاد شده و به لیبی تحویل داده شدند. 
پس از این کشتار، دولت اسرائیل به رهبری گلدا مئیر، نخست‌وزیر وقت، یک کمپین ترور را آغاز کرد و به موساد دستور داد تا افرادی را که مشخص شده بود در کشتار مونیخ دست داشته‌اند، ترور کند. تا سال ۱۹۷۹، دست‌کم یک واحد موساد، هشت عضو سپتامبر سیاه و سازمان آزادی‌بخش فلسطین را ترور کرده بود، از جمله علی حسن سلامه که رئیس سازمان بود.

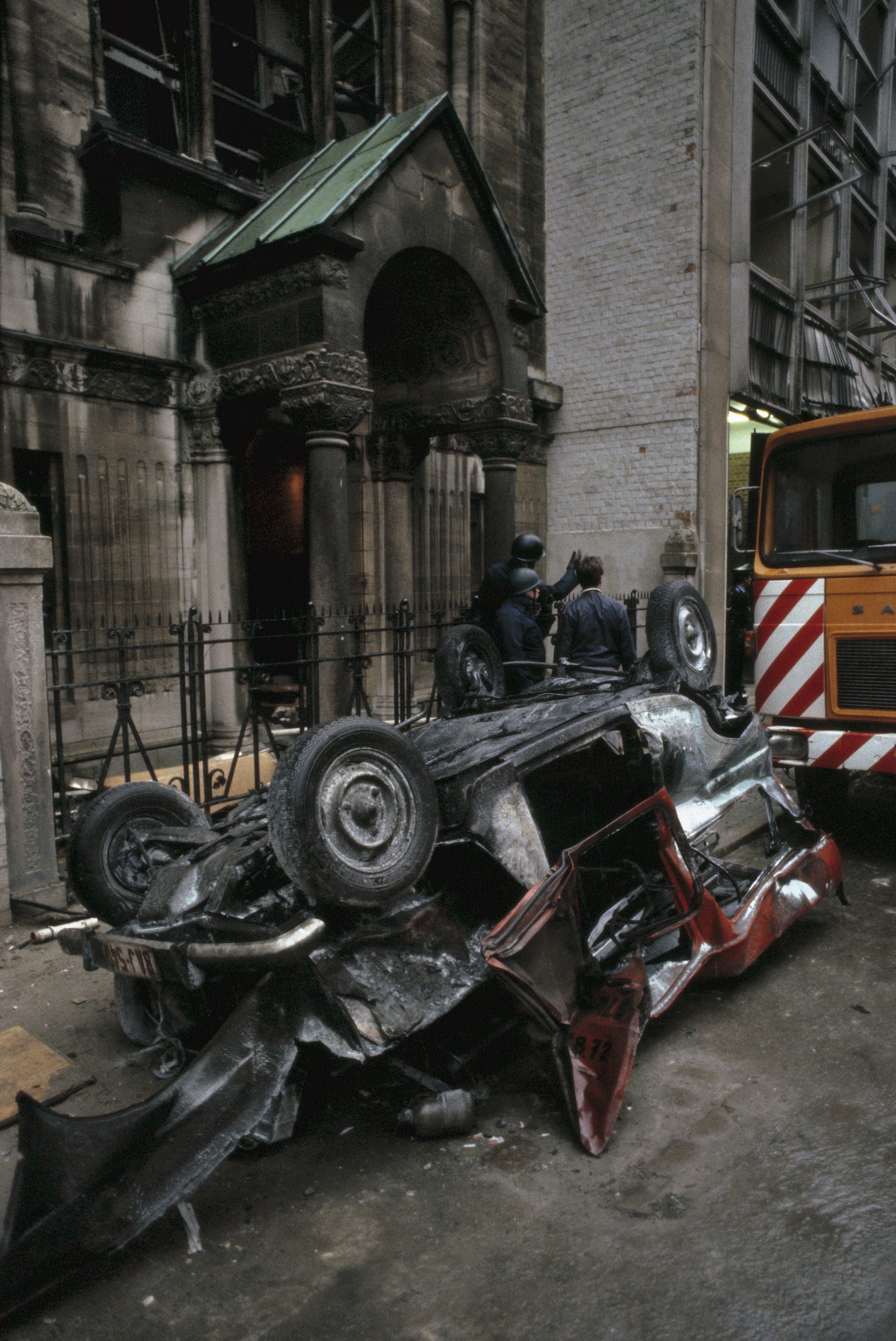
بمب‌گذاری در محله یهودیان در آنتورپ؛ ماشینی که بمب در آن جلوی کنیسه گذاشته شده بود.

## بمب‌گذاری کنیسه آنتورپ
در ۲۰ اکتبر ۱۹۸۱، یک بمب کامیونی در خارج از یک کنیسه یهودیان پرتغالی در مرکز آنتورپ، بلژیک، منفجر شد. انفجار کمی بعد از ساعت ۹:۰۰ صبح در یک صبح سه‌شنبه رخ داد، چند دقیقه قبل از شروع مراسم مذهبی سیمحاط تورا. در این بمب‌گذاری سه نفر کشته و ۱۰۶ نفر زخمی‌شدند. گروه فلسطینی سپتامبر سیاه مسئولیت حمله رر عهدا به گرفت.

## حملات دیگر
اقدامهای دیگری که به سازمان سپتامبر سیاه نسبت داده می‌شود شامل موارد زیر است:
- ۲۸ نوامبر ۱۹۷۱: ترور نخست وزیر اردن، وصفی تل، به تلافی اخراج سازمان آزادی‌بخش فلسطین (PLO) از اردن در سال‌های ۱۹۷۰–۱۹۷۱.[۱۶]
- دسامبر ۱۹۷۱: تلاش برای ترور زید الرفاعی، سفیر اردن در لندن و رئیس سابق دربار سلطنتی اردن.
- ۶ فوریه ۱۹۷۲: خرابکاری در یک تأسیسات برق آلمان غربی و کارخانه‌های گاز در راونشتاین و اومن در هلند و در هامبورگ در آلمان غربی.
- ۸ مه ۱۹۷۲: هواپیماربایی یک هواپیمای بلژیکی، پرواز ۵۷۱ سابنا، که از وین به لود می‌رفت.[۱۷]
- سپتامبر و اکتبر ۱۹۷۲: ده‌ها بمب نامه‌ای از آمستردام به پست‌های دیپلماتیک اسرائیل در سراسر جهان ارسال شد که منجر به کشته شدن مشاور کشاورزی اسرائیل، عمی شاخوری، در بریتانیا شد.[۱۸]
- ۲۳ ژانویه ۱۹۷۳: ترور افسر موساد، باروخ کوهن، در مادرید.[۱۹]
- ۱ مارس ۱۹۷۳: حمله به سفارت عربستان سعودی در خارطوم، سودان: ۱۰ گروگان در سفارت عربستان سعودی نگه داشته شدند که پنج نفر از آنها دیپلمات بودند. سفیر آمریکا، معاون سفیر آمریکا و کاردار بلژیک به قتل رسیدند. سایر گروگان‌ها آزاد شدند. یک سند وزارت امور خارجه ایالات متحده در سال ۱۹۷۳، که در سال ۲۰۰۶ از طبقه‌بندی خارج شد، نتیجه‌گیری کرد: «عملیات خارطوم با آگاهی کامل و تأیید شخصی یاسر عرفات برنامه‌ریزی و اجرا شد».[۲۰]
- ۲ مارس ۱۹۷۳: طرح بمب‌گذاری سه بمب خودرو در نیویورک همزمان با ورود نخست وزیر اسرائیل، گلدا مئیر.[۲۱]
- ۵ اوت ۱۹۷۳: دو شبه‌نظامی فلسطینی که ادعا می‌کردند به سازمان سپتامبر سیاه وابسته هستند، به یک سالن مسافران در فرودگاه بین‌المللی الینیکو آتن که اکنون بسته شده است، آتش گشودند و سه نفر را کشتند و ۵۵ نفر را زخمی کردند.[۲۲] یک بوئینگ ۷۳۷ لوفت‌هانزا در دسامبر ۱۹۷۳ از رم ربوده شد تا خواستار آزادی تیراندازان از بازداشت یونان شود.[۲۳]

## فیلم و سریال
در سال ۲۰۰۵ کارگردان و تهیه‌کنندهٔ آمریکایی، استیون اسپیلبرگ فیلمی را با نام «مونیخ» در مورد واقعه و چگونگی انتقام سازمان امنیت ملی اسرائیل (موساد) از فلسطینی‌های وابسته به سازمان سپتامبر سیاه ساخت که باعث جنجال بسیاری در اسرائیل شد.